# Tanzplattform Deutschland
Die Tanzplattform Deutschland ist ein deutsches Forum für zeitgenössischen Tanz. Sie richtet sich an Gäste aus dem In- und Ausland, Kulturveranstalter, Fachpresse und an ein breites Publikum. Alle zwei Jahre realisieren wechselnde lokale Veranstalter die einzelnen Ausgaben der Tanzplattform.
Aus den aktuellen deutschen Produktionen lädt eine Jury beispielhafte künstlerische Positionen des zeitgenössischen Tanzes ein und präsentiert diese dem internationalen Fachpublikum, Veranstaltern, Presse und Interessierten. Gemeinsam mit dem Internationalen Theaterinstitut werden die wichtigsten Vertreter des zeitgenössischen Tanzes in den Porträts des Programmhandbuchs vorgestellt und archiviert.

## Geschichte und aktuelle Entwicklung
Die Tanzplattform Deutschland entstand 1994 aus der nationalen Vorauswahl für den biennal stattfindenden Choreographenwettbewerb „Rencontres choréographiques internationales de Bagnolet“ bei Paris, dem bedeutendsten Choreografie-Wettbewerb der Welt.
Die „Rencontres choréographiques“, das BRDance Festival (1990) und das nationale Performance-Netzwerk (1992/93) prägten nach und nach durch ihre bundesweiten Ansätze struktureller Förderung von Choreographen und durch ihre Produktionen die Projektidee der Tanzplattform Deutschland. Seit 2002 bestimmen die Veranstalter der Tanzplattform Deutschland – wie auch die anderer Länder und unabhängig von einer französischen Jury –, die an den nationalen Plattformen teilnehmenden Choreographen, deren Einladung zum Festival nach Bagnolet anschließend geprüft wird. Im Jahr 2004 wurde ein Kuratorium eingerichtet, das Arbeiten aus der zurückliegenden Spielzeit auswählt. Es besteht neben der ausrichtenden Institution aus zwei unabhängigen fachkundigen Jurymitgliedern.
Im Jahr 2012 fand die Tanzplattform im Dresdner Festspielhaus Hellerau statt, 2014 auf Kampnagel in Hamburg, 2016 in Frankfurt und der Rhein-Main-Region. 2018 auf PACT Zollverein in Essen und Gelsenkirchen veranstaltet, 2022 am HAU Hebbel am Ufer in Berlin, 2024 in Freiburg und 2026 in Hellerau, Dresden.[veraltet]

## Co-Veranstalter
- Hebbel am Ufer (Berlin)
- HELLERAU – Europäisches Zentrum der Künste (Dresden)
- TanzWerkstatt Berlin (Tanz im August)
- Künstlerhaus Mousonturm (Frankfurt a. M.)
- JOINT ADVENTURES/Tanzwerkstatt Europa (München)
- Kampnagel (Hamburg)
- euro-scene Leipzig
- tanzhaus NRW (Düsseldorf)
- Theaterhaus Stuttgart
- Tanztheater International Hannover
- Tafelhalle Nürnberg

## Partner
Die Tanzplattform Deutschland wird von den Institutionen unterstützt, die sie in den vergangenen Jahren ausgerichtet haben und die sich aktiv für die Förderung des zeitgenössischen Tanzes in Deutschland einsetzen. Seit 2004 sind das Goethe-Institut und das Internationale Theaterinstitut Partner der Tanzplattform Deutschland.

## Geschichte

### BRDance 1990
Das BRDance Festival 1990 fand von April bis November 1990 in verschiedenen Theaterinstitutionen bundesweit statt. Das BRDance Festival war die erste bundesweite Aktion verschiedenster Theater und Aufführungsorte der freien Tanzszene Deutschlands. Der Titel BRDance wurde dabei von den politischen Ereignissen überholt. Einige Künstler der ehemaligen DDR waren bei dem Festival auch vertreten.
Die Broschüre des Festivals verschafft einen Überblick über die dahin weniger bekannten Bereiche der Tanzszene, die sich seit Anfang der 1970er Jahre jenseits der institutionalisierten Theater entwickelt hatte.
Teilnehmende Künstler: Artgenossen | Regina Baumgart | Berliner Werkstatt Theater | Marta Binetti | Gerhard Bohner | Commedia Futura | Company Vivienne Newport | Jenny Coogan | Czurda Tanztheater | Dance Berlin | Dance Butter Freiburg | Dance Energy | Angela Dauber | Tadashi Endo | Folkwang Tanzstudio | Freies Tanzpodium Frankfurt | Freies Tanztheater Frankfurt | Lole Gessler | B.W. Gung – Tanzkompanie | Raimund Hoghe / Marc Sieczarek | Jessica Iwanson | Fine Kwiatkowski | Laokoon Dance Group | Largo Camino | Maja Lex Tanzgruppe | Susanne Linke | Mezzodanza | Mind the Gap Tanztheater | Neuer Tanz | Off-Off-Theater Konstanz | Tatjana Orlob | Palindrome Dance Company | Anna Porcher | Rubato | Eva Schmale – Leibliches Theater | Katharine Sehnert | Arila Siegert | Bruno Stefanoni | Tanz Companie Lübeck | Tanzfabrik Berlin | Tanzprojekt München | Tanz-Tanztheater München | Tanztheater Christine Brunel | Tanztheater Hamburg | Tanztheater Norbert Servos | Tanz-Theater Skoronel | Tatoeba / Theatre Danse Grotesque | Telos in Stuttgart

### Tanzplattform Deutschland 1994 in Berlin
Die Tanzplattform Deutschland 1994 ist aus der gemeinsamen Arbeit verschiedener Institutionen entstanden, die sich seit längerer Zeit der Förderung des zeitgenössischen Tanzes in Deutschland widmeten. Die Broschüre von 1994 gibt einen Überblick über das Tanzschaffen in Deutschland.
Eingeladene Produktionen:
- Regina Baumgart / Regina Baumgart Tanzensemble Berlin „Der Grammophonspieler oder Unbeobachtete Tänze“
- Rica Blunck / coax Hamburg „Drifting or 500 different ways to bang your head“ (Kurzfassung) *
- Gerhard Bohner / Tanztheater Rubato Berlin „sos“
- Jenny Coogan / Coogan Dancers München „The Taste of Dreams“ *
- Urs Dietrich Essen „…und der Sommer zog gen Süden“
- Jo Fabian / Example Dept. Berlin „Whisky & Flags“ (Auszug)
- Riki von Falken Berlin „Ohrella“ (Kurzfassung) *
- Frey Faust / ABC Dance Company Köln „Loose Leaf“
- Wanda Golonka / VA Wölfl / neuer tanz Düsseldorf „rca - going to work“
- Sabine Haß / Slot a lot München „How To Destroy Angels“
- Dieter Heitkamp / Tanzfabrik Berlin Berlin „Der Maler des Raums wirft sich in die Leere“
- Rui Horta / s.o.a.p. Dance Theatre Frankfurt / Main „Lecture Demonstration“
- Anna Huber / Choreographische Werkstatt Cottbus Cottbus „dualLein“
- Kurt Koegel / Annex Dance Berlin „Interception“ *
- Daniela Kurz / ensemble tranzform Stuttgart „Körper los!“ (Auszug)
- Stefan Maria Marb / in_out dance München „The Carny“
- Amanda Miller / Pretty Ugly Dancecompany Berlin „Night by Itself“ *
- Ulrike Neumann / Single Dansen Theater Amsterdam „Zone“
- Tatjana Orlob Berlin „Images“
- Irina Pauls / Tanztheater im Schauspiel Leipzig „Julie“ (Auszug)
- Micha Purucker / Dance EnergyMünchen „Video-Tanz-Installation“
- Jutta Hell / Dieter Baumann / Tanztheater Rubato Berlin „Stopping Mind“
- Marco Santi Stuttgart „Die Reise nach Jerusalem“
- Norbert Servos / tanzlabor Berlin Berlin „Events In A Dense Fog“ (Auszug)
- Arila Siegert Dessau „Fluchtlinien“
- Joseph Tmim / Toladà Dance Company Berlin „Le Vent“ (Auszug) *
- Katja Wachter Schwabach „I apologize“
- Sasha Waltz / Sasha Waltz & Guests Berlin „Travelogue I - Twenty to eight“ (Auszug)

### Tanzplattform Deutschland 1996 vom 8. bis zum 10. Februar in Frankfurt/Main
Fünf Produktionen aus Frankfurt, vier aus Berlin sowie vier weitere aus Bremen, Düsseldorf, Wuppertal und München treten in Frankfurt auf. Sechs davon (Baumgarten, Leoni, Gisela Müller, Robert Poole, Sasha Waltz und Wanda Golan) werden daraufhin für die Vorauswahl von Bagnolet nominiert.
Eingeladene Produktionen:
- Bernard Baumgarten / Unit Control Frankfurt / Main „Unit Control“ (Kurzfassung)
- José Biondi / Company José Biondi Frankfurt / Main „Wunsch“
- Urs Dietrich / Susanne Linke / Bremer Tanztheater Bremen „Da war plötzlich … – Herzkammern“
- Wanda Golonka / VA Wölfl / neuer tanz Düsseldorf „Leitz – dem Nachlass verfallen“
- Rui Horta / s.o.a.p. Dance Theatre Frankfurt / Main „Object constant“
- Rodolpho Leoni / Rodolpho Leoni Dance Wuppertal „Foggy“ *
- Amanda Miller Pretty / Ugly Dancecompany Frankfurt / Main „Meidosems“
- Christian Möller / Stephen Galloway Frankfurt / Main „Electro Clips“
- Gisela Müller / The Move Company Berlin „hanging on“ (Kurzfassung) *
- Tatjana Orlob Berlin „olfacts“
- Robert Poole / Moving Words Berlin „One to Four“ *
- Micha Purucker / Dance Energy München „Liquid Text – Liquid Spaces“ (Arbeitstitel)
- Sasha Waltz / Sasha Waltz & Guests Berlin „Travelogue III – All Ways Six Steps“ (Kurzfassung) *

### Tanzplattform 1998 vom 26. bis zum 28. Februar 1998 in München
Das Programm in München umfasst 14 Produktionen. Sieben der Künstler kommen aus Berlin, die restlichen aus Hamburg, Essen, Pocking, Wuppertal, Frankfurt/Main und München.
Eingeladene Produktionen:
- Jo Fabian / department Berlin „Alzheimer light“
- Wanda Golonka Pocking „Gegnung“
- Angela Guerreiro / Angela Guerreiro Prod. Hamburg „Fade“ *
- Henrietta Horn Essen „Diu Vallende Suth“ *
- Rui Horta Frankfurt / Main „Bones and Oceans“
- Anna Huber Berlin „brief letters“
- Mark Johnson / Detektor Berlin „The Making of Lover's Report“
- Xavier Le Roy / Le kwatt Berlin „Narcisse Flip“
- Rodolpho Leoni / Rodolpho Leoni Dance Wuppertal „Mariado“ (Kurzfassung von „M“)
- Micha Purucker / Dance Energy München „Bodyscape’s“ (1. Teil: „Shifting Stills“) *
- Ingo Reulecke Berlin „Inversion“ (1. Teil von „Eklipse“) *
- Felix Ruckert / Compagnie Felix Ruckert Berlin „Hautnah“
- Helena Waldmann Frankfurt / Main „vodka konkav“
- Sasha Waltz / Sasha Waltz & Guests Berlin „Allee der Kosmonauten“

### Tanzplattform Deutschland 2000 vom 19. bis zum 23. Februar in Hamburg
Bei der Tanzplattform 2000 widmen sich 16 Stücke den Themen „Medienwelt beeinflusst Persönlichkeit“ und „Wahrnehmung und Rekonstruktion des zeitgenössischen Tanzes in den 90ern“. Ahika, Frauke Havemann, Jan Pusch und Katja Wachter wurden für Bagnolet nominiert.
Eingeladene Produktionen:
- Samir Akika / Les Petits Poissons Essen „Geronimo“ (Kurzfassung) *
- Anouk van Dijk & Falk Richter Hamburg „Nothing Hurts“
- Jo Fabian / department Berlin „LightHouse“
- Ami Garmon / Compagnie Louise, Louise Berlin „Lack of North“ situation 2: „What the Bird Heard“
- Wanda Golonka München „Fraktale“
- Angela Guerreiro / Angela Guerreiro Prod. Hamburg „Permanent Prints“ *Frauke Havemann Berlin „brides uncensored“ (Kurzfassung)
- Xavier Le Roy / in situ production Berlin „Self-Unfinished“ / „Product of Circumstances“
- Thomas Lehmen Berlin „distanzlos“
- Canstanza Macras / tamagotchi Y2K Berlin „Face One“
- Amanda Miller / Ballett Freiburg Pretty Ugly Freiburg i. Br. „Antique“ / „Demonstration“ / „Four for Nothing“
- Tom Plischke / b.d.c. Frankfurt / Main „events for television (again)“
- Jan Pusch Hamburg „Wish I was real“ (Kurzfassung) *
- Jutta Hell / Dieter Baumann / Tanzcompagnie Rubato Berlin „Kiss me here (the brutality of facts)“
- Katja Wachter / Selfish Shellfish München „Was ihr wollt?“ (Kurzfassung) *
- Helena Waldmann Berlin „CheshireCat“

### Tanzplattform Deutschland 2002 vom 6. bis zum 10. Februar 2002 in Leipzig
Die 5. Tanzplattform Deutschland 2002 wurde vom 6. bis zum 10. Februar durch die euro-scene Leipzig veranstaltet und fand damit erstmals in den neuen Bundesländern statt. Die Projektleitung lag in den Händen von Ann-Elisabeth Wolff, Co-Projektleitung: Michael Freundt.
Eingeladene Produktionen:
- Eva Cerná / Karel Vanêk / Cerná & Vanêk Dance Bonn „Happy Hour“
- Christina Ciupke Berlin „rissumriss“
- Urs Dietrich / Bremer Theater Bremen „Passionen.Passagen“
- Luc Dunberry / Schaubühne am Lehniner Platz Berlin „Seriously“
- Hans Fredeweß / Compagnie Fredeweß Hannover „Variationen für 2 Boxen und 7 Kaugummiautomaten“
- Jutta Hell / Dieter Baumann / Tanzcompagnie Rubato Berlin „Permanent Dialogues“
- David Hernandez / labor g. ras Berlin „Quartet“
- Thomas Lehmen Berlin „mono subjects“
- Constanza Macras / tamagotchi Y2K Berlin „mir - A Love Story (Part One - The Conquer)“
- Heini Nukari / theatregroup trava Berlin „Station Kautschuk“
- Jan Pusch Hamburg „Into the Blue“
- Anne Retzlaff Dresden „most“
- Felix Ruckert / Compagnie Felix Ruckert Berlin „deluxe joy pilot“
- Elvira Schurig Cottbus „solo el vi'ra“
- Tino Sehgal Berlin „Ohne Titel“
- Günther Wilhelm / Wilhelm/Groener Berlin „vorgang benutzt“
- Christoph Winkler Berlin „f.a.q.“ und „The wandering problem“

Kurzchoreografien:
- Felix Bürkle Essen „Sprachlos“
- Stefan Haufe / Mecklenburgisches Staatstheater Schwerin „X-Large“
- Josef Kiss Berlin „How’s this for a start to your day?“
- Jana Lück / Mecklenburgisches Staatstheater Schwerin „Dinner für hungrige Kannibalen“
- Gerhard Maaß Berlin „König. Deutschland“
- Alexandre Sementchoukov / Theater der Landeshauptstadt Magdeburg „Das Lied des Todes“
- Eduard Nicolae Taranu / Theater Altenburg-Gera Gera „2 x Ich“

### Tanzplattform 2004 vom 4. bis zum 8. Februar in Düsseldorf
Zum Kuratorium, das seit Herbst 2002 über 100 aktuelle Produktionen in Deutschland gesichtet hat, zählen Katja Schneider, Autorin und Redakteurin der Fachzeitschrift „Tanzjournal“ in München, Christiane Winter, Leiterin des Tanzfestivals „Tanztheater INTERNATIONAL“ in Hannover, und Stefan Schwarz, Programmleiter der Bühnen im tanzhaus nrw, Düsseldorf.
Eingeladene Produktionen:
- Samir Akika / les petits poissons Düsseldorf „22, Blvd. Lafayette“ (Teil 2 / Part 2)
- Kattrin Deufert / Thomas Plischke / frankfurter küche (FK) Frankfurt / M. „InExHaustible“
- Luc Dunberry / Juan Kruz Diaz de Garaio Esnaola / Sidi Larbi Cherkaoui / *Damien Jalet / Schaubühne am Lehniner Platz Berlin „d’avant“
- Jo Fabian / DEPARTMENT Berlin „TENYEARSAFTER. ein theatralisches konzert“
- Raimund Hoghe Düsseldorf „Tanzgeschichten“
- Prue Lang Frankfurt / Main „Infinite Temporal Series“
- Xavier Le Roy Berlin „Projekt“
- Susanne Linke / Urs Dietrich Berlin/Bremen „Tanz-Dis-tanz“
- Constanza Macras / dorky park Berlin „Scratch Neukölln“
- Antje Pfundtner Hamburg „eigenSinn“
- Jochen Roller Berlin „Perform Performing“
- Felix Ruckert Berlin „Secret Service“
- Angela Schubot / Martin Clausen / Two Fish Berlin „Triplicate – Christiane Müller forscht“
- Christoph Winkler Berlin „Fatal Attractions“
- VA Wölfl / NEUER TANZ Düsseldorf „winged nightmare left wing“

Rahmenprogramm:
- Wanda Golonka Frankfurt / Main „An Antigone # 5“ Videoinstallation
- Micha Purucker München „BRRRzkin' to last“ Fotoinstallation

### Tanzplattform 2006 vom 22. bis zum 26. Februar in Stuttgart
- Veranstalter: Theaterhaus Stuttgart

Die Projektleitung für 2006 übernahmen Bettina Milz (Dramaturgin, Stuttgart), Claudia Bauer (ecotopia dance productions, Ludwigsburg) und Meinrad Huber (Kurator für Tanz und Theater). In der Jury saßen Bettina Milz, Madeline Ritter und Gerald Siegmund.
Eingeladene Produktionen:
- Splintergroup Berlin „Lawn“
- Christina Ciupke / Nik Haffner Berlin „SUBTITLES“
- She She Pop Berlin „Warum tanzt ihr nicht?“
- Sasha Waltz / Sasha Waltz & Guests Berlin „Gezeiten“
- Stephanie Thiersch / Mouvoir Köln „Under Green Ground“
- Eszter Salamon Berlin „Reproduction“
- Wilhelm Groener Berlin „Paravent Privé“
- Ben Anderson / Hanna Hedman / Bruno Pocheron / Isabelle Schad / Good Work Productions „California Roll“
- Ives Thuwis / Forum Freies Theater Düsseldorf „adieu“
- Thomas Lehmen Berlin „Lehmen lernt“ (UA)
- Meg Stuart / Damaged Goods Berlin „Replacement“
- Helena Waldmann Berlin „LETTERS FROM TENTLAND - dance under cover“
- Xavier Le Roy / Helmut Lachenmann Berlin „Mouvements für Lachenmann. Inszenierung eines Konzertabends“
- Martin Nachbar / Jochen Roller Berlin „mnemonic nonstop“ – Ein kartografisches Duett
- Nina Kurzeja Stuttgart „Nell wartet – Eine Betrachtung der Ungeduld“
- GRENZGÄNGER: Marguerite Donlon Saarbrücken „Blind Date“
- GRENZGÄNGER: Marco Goecke Stuttgart „Äffi“
- GRENZGÄNGER: Christian Spuck Stuttgart„Pas de deux“ (Arbeitstitel) (UA)
- GRENZGÄNGER: Kevin O’Day Mannheim „Brandenburgische Konzerte aus Robert, Richard & Johann“

Rahmenprogramm:
- Bettina Stöß Berlin „TanzPortraits Fotoausstellung“
- William Forsythe Frankfurt a. M. „You made me a monster“ Performance-Installation
- Anna Huber / Fritz Hauser Berlin / Basel „umwege“ Orts-spezifische Bewegungs- und Klangskizzen
- Prof. Gabriele Brandstetter, Bettina Masuch, Annemarie Matzke, Bettina Milz (Konzept und Projektleitung)
- Internationales Laboratorium der Tanzdramaturgie Drawing in Space: Dialoge – kompositionsprinzipien zwischen Raum und Bewegung

### Tanzplattform 2008 vom 21. bis zum 24. Februar in Hannover
- Veranstalter: Tanz und Theater e.V. in Zusammenarbeit mit der Landeshauptstadt Hannover

Die Jury in Hannover (Franz Anton Cramer, Joachim Gerstmeier und Christiane Winter) wählt insgesamt zehn Stücke für die achte Tanzplattform aus. Im Rahmenprogramm wird eine Tanzfilmreihe gezeigt.
Eingeladene Produktionen:
- Frédéric Gies, Berlin: „Dance (Praticable)“
- Isabelle Schad, Berlin: Ausschnitt aus „Ohne Worte (Praticable)“
- Meg Stuart & Philipp Gehmacher, Berlin: Wien „Maybe forever“
- Eszter Salamon, Berlin: „and then“
- VA Wölfl / NEUER TANZ, Düsseldorf: „12/ …im linken Rückspiegel auf dem Parkplatz von Woolworth“
- E-Motion, Berlin / Düsseldorf / Stuttgart: „2nd ID“
- Susanne Linke / VA Wölfl, Essen: „Schritte verfolgen“ – Rekonstruktion 2007
- Kattrin Deufert / Thomas Plischke / deufert + plischke, Hamburg: „directory: Tattoo“
- Xavier Le Roy, Berlin: „Le Sacre du Printemps“
- Good Work Productions / Cie Isabelle Schad / Gies, Pelmus, Pocheron, Schad: „Still Lives – Hannover“
- Raimund Hoghe, Düsseldorf: „Bolero Variationen“

Rahmenprogramm:
Jonathan Stone / Facedances non-stop „Hannover Facedances“ / „Utrecht Facedances“ / „Working Facedances“ Videoinstallation
Tanzfilm-Programm
Kino im Künstlerhaus

### Tanzplattform Deutschland 2010 vom 25. bis zum 28. Februar in Nürnberg
Das Programm der Tanzplattform 2010 bestand aus elf Produktionen von in Deutschland lebenden und arbeitenden Künstlern und Künstlerinnen aus der freien zeitgenössischen Tanzszene. Die Jury, die sich aus Michael Bader (Gesamtleitung Tafelhalle & Tanzplattform Deutschland 2010), Gerti Köhn (Programmleitung und Öffentlichkeitsarbeit Tafelhalle), Melanie Suchy (Freie Journalistin) und Jochen Roller (freier Choreograph und Kurator) zusammensetzte, wählte folgende Produktionen aus:
Eingeladene Produktionen:
- Va Wölfl / Neuer Tanz „Ich sah: Das Lamm auf dem Berg Zion, Offb. 14,1“
- Gintersdorfer/Klaßen: „Logobi #01“
- Wilhelm Groener: „Hotel Hassler“
- Ludica. (Nardi / Tanaka): „The Corner“
- Antonia Baehr: „Lachen“
- Jared Gradinger / Angela Schubot: „What They Are Instead Of“
- Fabien Prioville: „Jailbreak Mind“
- Martin Nachbar: „Urheben Aufheben“
- Ben J. Riepe Kompanie: „Liebe | Tod | Teufel – Das Stück“
- Monica Antezana: „Babel Fish Moves – Universal Movement Translations“
- Richard Siegal / The Bakery: „As If Stranger“

Förderer:
- Der Beauftragte der Bundesregierung für Kultur und Medien
- Kulturstiftung des Bundes
- Bayerisches Staatsministerium für Wissenschaft, Forschung und Kunst
- Stadt Nürnberg
- Zukunftsstiftung der Sparkasse
- Mercedes-Benz Niederlassung Nürnberg und weitere

Schirmherrschaft:
Bayerischer Staatsminister für Wissenschaft, Forschung und Kunst: Wolfgang Heubisch